# Lycaena felicis
Lycaena felicis är en fjärilsart som beskrevs av Charles Oberthür 1886. Lycaena felicis ingår i släktet Lycaena och familjen juvelvingar. Inga underarter finns listade i Catalogue of Life.